# CDKN2D
CDKN2D (англ. Cyclin dependent kinase inhibitor 2D) – білок, який кодується однойменним геном, розташованим у людей на короткому плечі 19-ї хромосоми. Довжина поліпептидного ланцюга білка становить 166 амінокислот, а молекулярна маса — 17 700.
| 10         |  | 20         |  | 30         |  | 40         |  | 50         |
| ---------- |  | ---------- |  | ---------- |  | ---------- |  | ---------- |
| MLLEEVRAGD |  | RLSGAAARGD |  | VQEVRRLLHR |  | ELVHPDALNR |  | FGKTALQVMM |
| FGSTAIALEL |  | LKQGASPNVQ |  | DTSGTSPVHD |  | AARTGFLDTL |  | KVLVEHGADV |
| NVPDGTGALP |  | IHLAVQEGHT |  | AVVSFLAAES |  | DLHRRDARGL |  | TPLELALQRG |
| AQDLVDILQG |  | HMVAPL     |  |            |  |            |  |            |

A: Аланін

D: Аспарагінова кислота

E: Глутамінова кислота

F: Фенілаланін

G: Гліцин

H: Гістидин

I: Ізолейцин

K: Лізин

L: Лейцин

M: Метіонін

N: Аспарагін

P: Пролін

Q: Глутамін

R: Аргінін

S: Серин

T: Треонін

Задіяний у таких біологічних процесах, як клітинний цикл, ацетилювання. 
Локалізований у цитоплазмі, ядрі.